# Котингіта смугаста
Котингіта смугаста (Laniisoma elegans) — вид горобцеподібних птахів родини бекардових (Tityridae).

## Поширення
Вид поширений в атлантичному лісі на сході Бразилії.

## Опис
Дрібний птах, завдовжки 16-17,5 см, вагою 41-51 г. Самець має чорну корону з жовтим кільцем навколо очей, верх оливково-зеленого кольору. Низ яскраво-жовтий з чорним лущенням. Самиця схожа, але з коричневою короною.

## Спосіб життя
Полює на комах, інколи поїдає дрібні плоди. Розмножується влітку.